# Semargl
A Semargl ukrán metalegyüttes. 1997-ben alakult Kijevben, de első nagylemezét csak 2005-ben adta ki.

## Története
A zenekar black/death metal együttesként kezdte pályafutását, 2011-2012 körül viszont a glam metal/nu metal/dance pop stílusokra váltottak. Az együttes gyökeres stílusváltását a metal magazinok és a rajongók megdöbbenve fogadták. A zenekar stílusát "sátánista pop metal" elnevezéssel illeti.

## A név eredete
A Semargl a szláv mitológiában egy kutya formában megjelent isten, a tűz istene.

## Tagok
- Rutarp - ének (1997-), billentyűk (2013-)
- Shaddar - gitár (2005-)
- Anima - dob (2011-)

## Diszkográfia
- Attack on God (2005)
- Satanogenesis (2006)
- Manifest (2007)
- Ordo Bellicum Satanas (2010)
- Satanic Pop Metal (2012)
- Love (2014)
- Killer Dance (2014)
- New Era (2018)
- Radiance (2020)

## Egyéb kiadványok
- Tak, kurwa (kislemez, 2011)
- Discolove (kislemez, 2013)
- Save Me (kislemez, 2014)
- Give Me a Reason (kislemez, 2014)
- Held (kollaborációs lemez, 2015)
- Mein Liebes Deutschland (kislemez, 2017)
- Tak, Kurwa (Kolorization Remix) (2017)
- Overcome Your Fears (kislemez, 2021)